# Юрченко Микола Миколайович (футболіст)
Микола Миколайович Юрченко (нар. 31 березня 1966, Івано-Франківська область, УРСР, СРСР) — український футболіст. Виступав за збірну України. Грав на позиції нападника та напівзахисника.

## Біографія
Розпочав займатися футболом у спортивній школі в Івано-Франківську, де його першим тренером був Річард Гуцуляк, пізніше продовжив заняття футболом у СДЮШОР «Спартак», де його тренерами були колишні гравці місцевого «Спартака» Віктор Козін та Степан Балан. Виступи на футбольних полях розпочав у дублі донецького «Шахтаря», де в 1983—1984 провів 26 ігор і забив 1 гол.
У 1987 році опинився у складі «Прикарпатті», яка виступала у 2-й лізі. На наступний сезон грав у складі армійського клубу СКА «Карпати» (Львів).
У 1989 році вельми успішно грав за «Кривбас», де за 15 ігор забив 10 м'ячів. У 1990 році знову грав за «Прикарпаття».
У 1991 році зарахований до складу «Динамо» (Київ). В березні 1991 грав в 1/4 фіналу Кубка володарів кубків сезону 1990—1991 в обох матчах проти «Барселони».
В кінці 1991 року поїхав до Чехословаччини, грав 2 сезони за «Збройовка» (Брно). Провів півроку в 1-й лізі, допоміг їй вийти у вищу. У сезоні 1992/93 провів 9 ігор (м'ячів не забивав).
Перед початком сезону 1993/94 повернувся на батьківщину, знову грав за «Прикарпаття».
15 березня 1994 року зіграв за збірну України в матчі проти збірної Ізраїлю (1:0) — вийшов на заміну на 60-й хвилині замість Дмитра Михайленка. Даний матч виявився єдиним для Миколи Юрченка у збірній.